# Dunckerocampus dactyliophorus
Dunckerocampus dactyliophorus · Poisson-tuyau zébré, Syngnathe zébré
Espèce
Statut de conservation UICN

 DD  : Données insuffisantes
Dunckerocampus dactyliophorus, communément nommé Poisson-tuyau zébré ou Syngnathe zébré, est une espèce de poisson marin de la famille des Syngnathidae.

## Répartition
Le Poisson-tuyau zébré est présent dans les eaux tropicales de l'Indo-Pacifique, soit des côtes orientales de l'Afrique aux Samoa, Mer Rouge incluse.

## Description

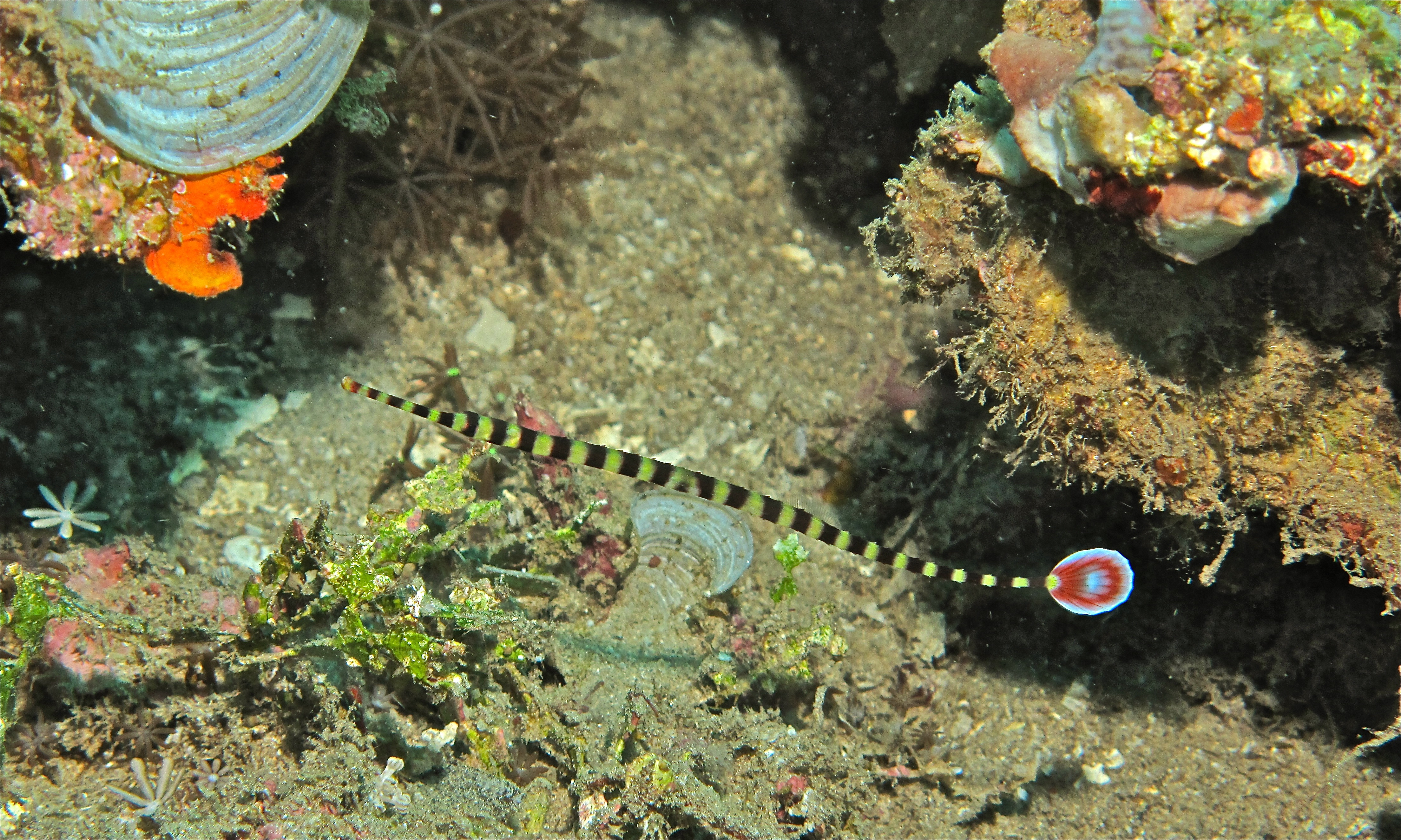
Poisson-tuyau zébré (Sulawesi, Indonésie)

La taille maximale du poisson-tuyau zébré est de 19 cm.
Il a une forme allongé tubulaire comme un tuyau. Sa couleur est jaune-clair avec de larges anneaux noirs.
Il mange des très petits invertébrés planctoniques comme des copépodes.
Le mâle porte les œufs incubés sous son abdomen pendant près de deux semaines puis les larves naissent et mènent une brève vie pélagique.